# Calcio ai XIII Giochi del Mediterraneo - Qualificazioni gruppo D
Le partite relative alle Qualificazioni del Gruppo D per il torneo di Calcio ai XIII Giochi del Mediterraneo si sono svolte presso lo Stadio Franco Fanuzzi di Brindisi, lo Stadio Via del Mare di Lecce e lo Stadio Erasmo Iacovone di Taranto.

## Classifica
| Gruppo D             | Gruppo D | Gruppo D | Gruppo D | Gruppo D | Gruppo D | Gruppo D | Gruppo D | Gruppo D |
| Squadra              | G        | V        | N        | P        | F        | S        | DR       | PT       |
| -------------------- | -------- | -------- | -------- | -------- | -------- | -------- | -------- | -------- |
| Spagna               | 2        | 1        | 1        | 0        | 2        | 1        | +1       | 4        |
| Bosnia ed Erzegovina | 2        | 1        | 1        | 0        | 1        | 0        | +1       | 4        |
| Croazia              | 2        | 0        | 0        | 2        | 1        | 3        | -2       | 0        |

## Incontri
| Arbitro: | Cesari |

|       |           |  |
| Topić | Marcatori |  |

| Taranto 19 giugno 1997 | Spagna      | 0 – 0 | Bosnia ed Erzegovina | Stadio Erasmo Iacovone\| Arbitro: \| Bouchardeau \| |
| Arbitro:               | Bouchardeau |       |                      |                                                     |

| Arbitro: | Garibian |

|             |           |        |
| Ballesteros | Marcatori | Bazina |